# 森尾麻衣子
森尾 麻衣子（もりお まいこ、1967年（昭和42年）2月18日 - ）は日本の体操選手。現姓は佐藤。

## 経歴・人物
神奈川県出身。父の転勤の関係で幼少期は大阪で過ごし、のちに関東に戻る。中高一貫校を経て、日本女子体育大学に入学。朝日生命クラブに所属した。1984年ロサンゼルスオリンピックと1988年ソウルオリンピックに出場した。女子段違い平行棒で、世界で初めてムーンサルトを成功させた。
引退後は、鹿屋体育大学助手を経て、日本女子体育大学准教授となった。